# 坂上好蔭
坂上 好蔭（さかのうえ の よしかげ）は、平安時代前期の貴族。陸奥守・坂上当道の子。官位は従四位上・右馬頭。

## 経歴
元慶2年（878年）3月に出羽国で俘囚が蜂起して秋田城を急襲し、出羽守・藤原興世と秋田城司介・良岑近が共に逃亡する（元慶の乱）。この状況の中で4月に好蔭は陸奥権介に任ぜられ、6月に鎮守府将軍・小野春風と共に甲冑一揃えを与えられ各500名の兵士を率いて出羽に救援に入るよう命ぜられる。その後、出羽権守・藤原保則による不動穀の賑給などの慰撫策が奏功して、8月以降夷俘の集団が次々と秋田城下に来て降伏を願い出る中、9月になって好蔭は2000名の兵を率いて流霞道から秋田の軍営に入る。この際、好蔭は太鼓を打ち鳴らしたりときの声をあげ、盛んに旗幟を建てながら進軍して、夷俘を威圧したという。
翌元慶3年（879年）乱の鎮圧に伴って藤原保則が征討軍の解散を奏上して許されていることから、好蔭も陸奥国に帰国したとされる。

## 官歴
『日本三代実録』による。
- 時期不詳：従五位下
- 元慶2年（878年） 4月22日：陸奥権介
- 時期不詳：従四位上。右馬頭[4]

## 系譜
「坂上系図」（『続群書類従』巻第185所収）による。
- 父：坂上当道
- 母：不詳
- 妻：不詳
  - 男子：坂上是則（?-930）